# Leichtathletik

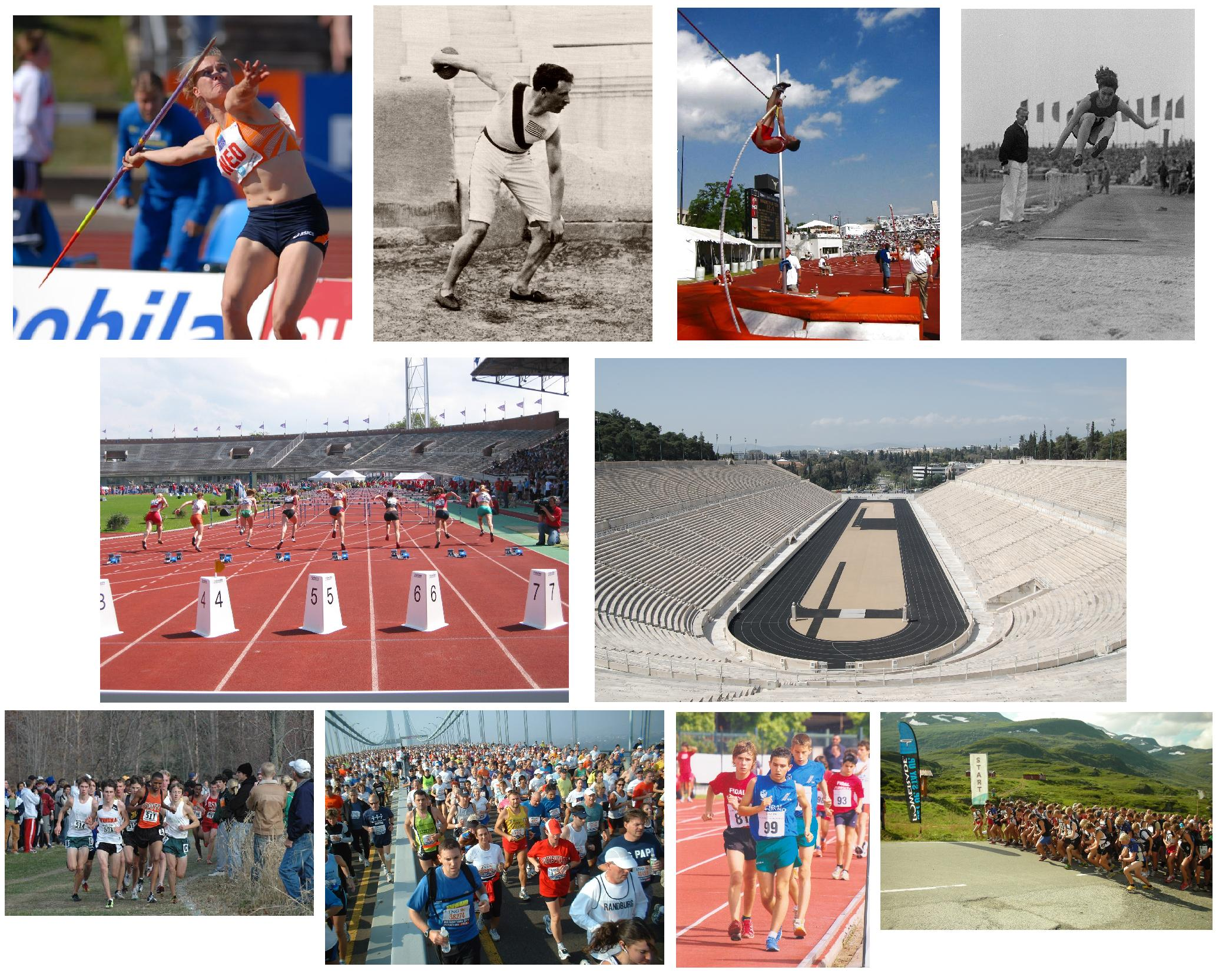
Verschiedene Disziplinen

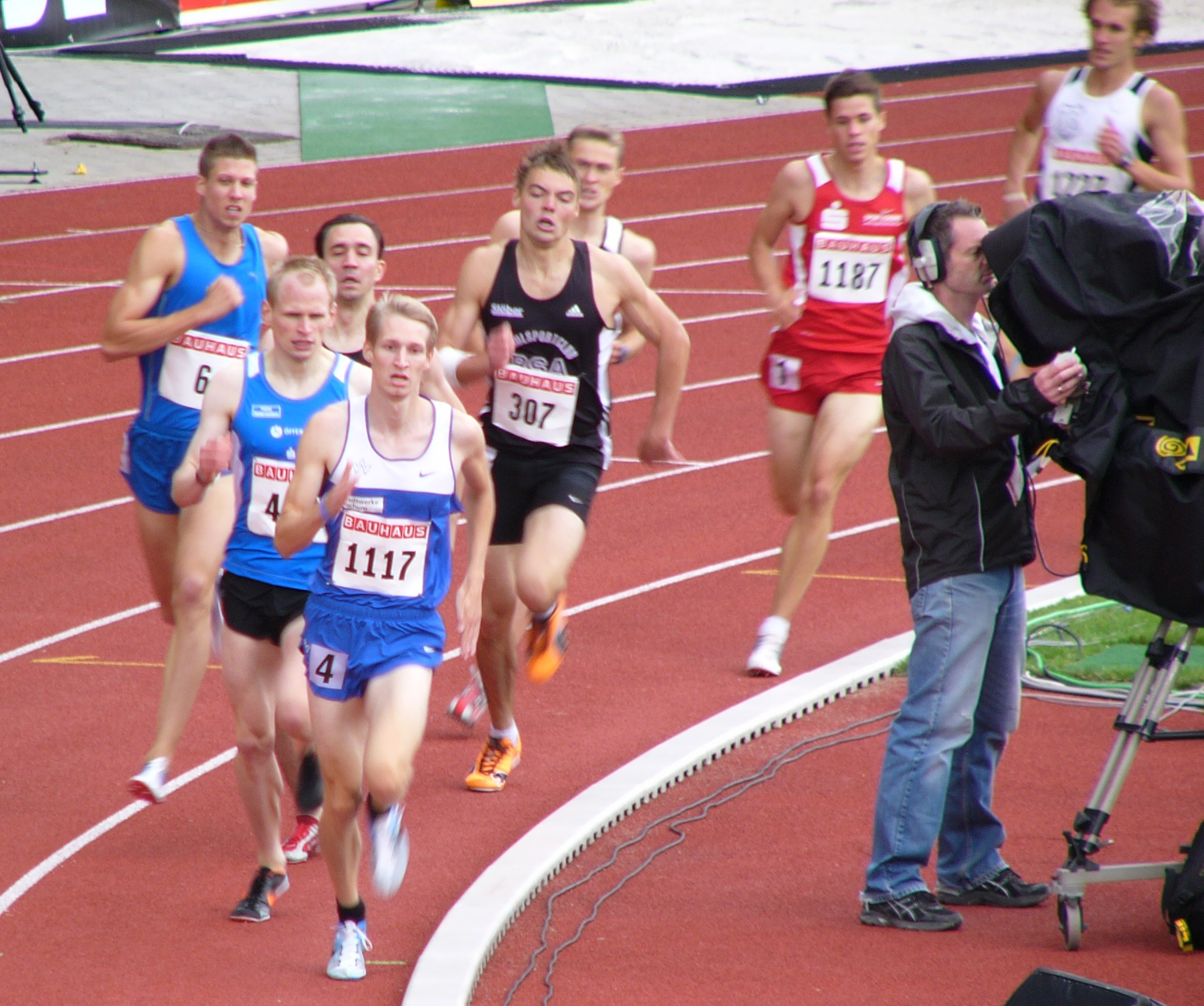
800-Meter-Lauf

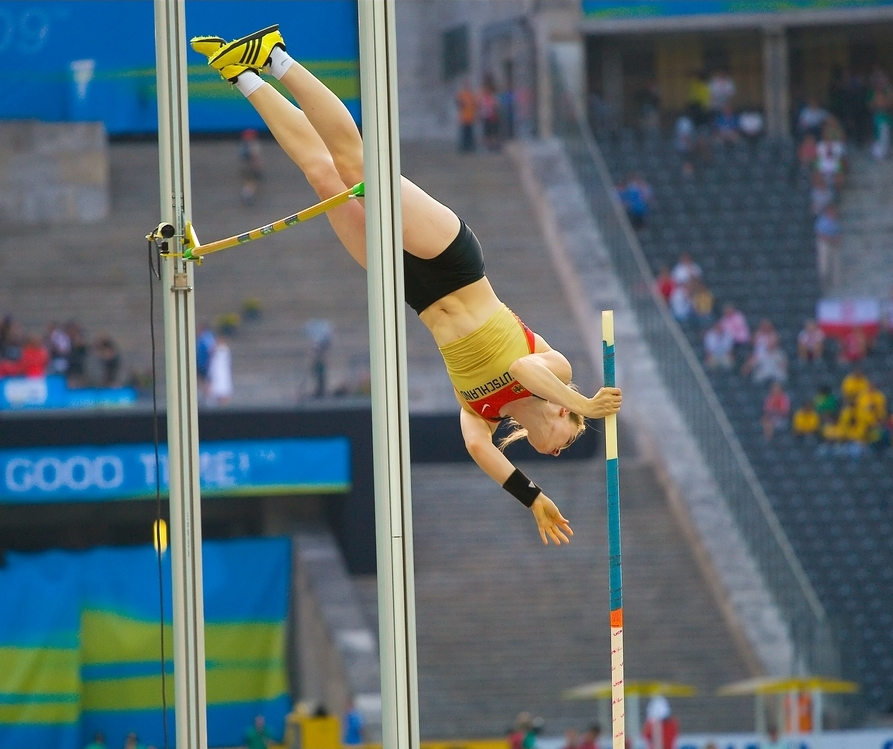
Stabhochsprung

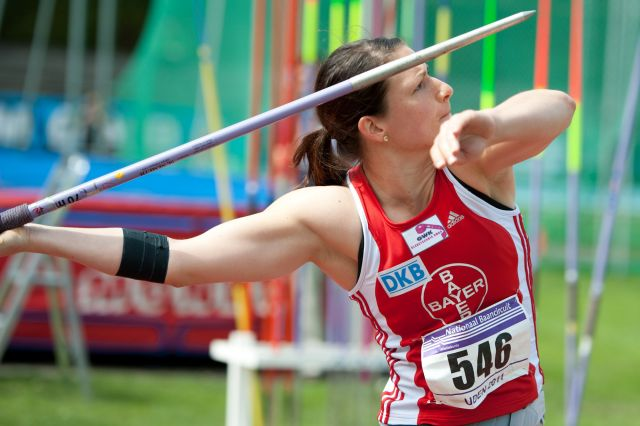
Speerwurf

Die Leichtathletik hat die natürlichen und grundlegenden menschlichen Bewegungsabläufe des Laufens, Springens und Werfens in feste Bahnen des Sports gelenkt und durch ein umfangreiches Regelwerk die individuelle Leistung exakt vergleichbar und messbar gemacht. Sie steht damit Pate für das Motto „Schneller, höher, weiter“ und bildet mit ihren Disziplinen das Herzstück der Olympischen Spiele. Breitensportliche Bedeutung jenseits des Leistungsanspruchs hat vor allem der Ausdauerlauf gewonnen.

## Wesen
Die Leichtathletik ist überwiegend eine Individualsportart. Ausnahmen sind Staffeln und Mannschaftswettbewerbe (zum Beispiel die sogenannte DMM – Deutsche Mannschaftsmeisterschaft). Für Leistungssportler steht die persönliche Leistung im Mittelpunkt. Im Wettkampf geht es um die beste Leistung, die über Sieg und Platzierung entscheidet. Aber auch das Übertreffen einer bestimmten absoluten Leistung kann ein Ziel sein, wenn damit beispielsweise das Aufstellen eines Rekords oder einer persönlichen Bestleistung oder die Qualifikation für eine höherwertige Veranstaltung verbunden ist.
Das Messen der Leistung und alle zu erfüllenden Randbedingungen für die Anerkennung einer Leistung sind in den Internationalen Wettkampfregeln (IWR) für alle Disziplinen der Leichtathletik genau definiert. Die erzielten Leistungen sind deshalb weltweit vergleichbar.
Als Mannschaftssport zeigt sich die Leichtathletik lediglich im Staffellauf. Darüber können auch Mannschaftswertungen bei bestimmten Veranstaltungen nicht hinwegtäuschen, da sie oft nur die Summe der bewerteten Einzelleistungen darstellen. Typische Beispiele hierfür sind ein Medaillenspiegel oder eine erzielte Punktesumme aufgrund von Platzierungen eines Länderteams. In Deutschland versucht der Deutsche Leichtathletik-Verband (DLV) seit dem Jahr 2011 der Kinderleichtathletik (Altersklasse U12) einen Mannschaftscharakter zu verleihen, um die Attraktivität der Sportart zu steigern. Naturgemäß liegt dabei der Schwerpunkt auf Staffelwettbewerben, wie etwa der Pendelstaffel, und auf vergleichbare Randbedingungen und exakte Leistungsermittlung wird weitgehend verzichtet.
Wie viele andere Sportarten auch, folgt die Leichtathletik einem Jahreszyklus. Ein typischer Verlauf beginnt mit einer langen Vorbereitungszeit im Winter, bei der gelegentlich Hallenwettkämpfe oder Crossläufe absolviert werden. Das Sommerhalbjahr ist die eigentliche Wettkampfsaison, in der auch der Saisonhöhepunkt liegt. Das Jahr endet mit einer etwa einmonatigen Pause in der Zeit um Oktober.
Als Breitensport ist die Leichtathletik in der Vielfalt des Laufens, Springens und Werfens vor allem im Schulsport und beim Erwerb des Sportabzeichens zu finden. Der Bereich des Langstreckenlaufs ist darüber hinaus zu einem Volkssport geworden, der ganzjährig betrieben wird und Läufer in Lauftreffs und Volkslaufveranstaltungen zusammen bringt. Auch das Walking als breitensportliche Variante des Gehens findet immer mehr Anhänger und wird in viele Volkslaufveranstaltungen integriert.

### Leichtathletik als Mannschaftssport
Hier ist, im Gegenteil zum Einzelwettbewerb, eine Teamfähigkeit gefordert, um ein Erfolg versprechendes Wettkampfergebnis (Summe der Einzelleistungen) zu erzielen. Das bedeutet, dass man auch in der Leichtathletik die Teamfähigkeit besitzen muss, um erfolgreich in einer Gruppe zu agieren. Da die Mannschaftswertung im Vordergrund steht, muss der Athlet/die Athletin auf die Fehlversuchsregeln achten, um eine Wertung mit „Null Punkten“ („Salto Nullo“ oder ogV / ohne gültigen Versuch, beispielsweise im Stabhochsprung) für das Team zu vermeiden. In den Laufwettbewerben ist besonders auf die Fehlstartregeln zu achten. Individuelle Interessen zur Erzielung einer besseren Einzelleistung verhindern bei einem Versagen ein besseres Mannschaftsergebnis.

## Namensursprung
Ursprünglich stammt die Bezeichnung der Athletik aus der altgriechischen Sprache von αθλητής athlētēs, was „Wettkämpfer“ bedeutet (siehe auch Athlet). In Deutschland wurde innerhalb der Deutschen Turnerschaft von „volkstümlichen Übungen“ bzw. „Volksturnen“ gesprochen. Mit Einzug vermehrter Wettkampforientierung hielt das englische Wort „athletics“ Einzug in den deutschen Sprachgebrauch, um sich bewusst vom breitensportlichen Turnen abzugrenzen. Entsprechend wurde 1898 die Deutsche Sportbehörde für Athletik gegründet. Neben der heutigen Leichtathletik fand der Begriff der Athletik jedoch auch für Schwerathleten und Kraftsportler Verwendung. „Aus dieser Zweigleisigkeit des ‚athletischen‘ Sports ergab sich die zwingende Notwendigkeit begrifflicher Differenzierung“, reflektierte Hajo Bernett im Jahr 1987.
Österreich und Italien änderten die Bezeichnung ihrer Sportverbände, Deutschland zog 1904 nach. Ab 1921 trug der deutsche Verband die Bezeichnung Deutsche Sportbehörde für Leichtathletik, seit 1933 heißt er Leichtathletik-Verband. Die Bezeichnung der Leichtathletik fand nicht ausschließlich Fürsprecher, Carl Diem äußerte sich zu der Begriffswahl: „Er ist nicht schön. Das Volk hat ihn geprägt.“ International hat sich der Namenszusatz „leicht“ nicht durchgesetzt, obgleich in einigen Sprachen Entsprechungen für diese Benennung existieren.

## Disziplinen

### Übersicht Freiluft
Die Disziplinen der Leichtathletik werden in die Gruppen Lauf, Gehen, Sprung und Stoß/Wurf eingeteilt. Mehrkämpfe bestehen aus mehreren Disziplinen aus allen unterschiedlichen Gruppen – außer Gehen.
Übersicht der heute üblichen Disziplinen (olympische Disziplinen in Fettdruck; F = nur Frauen; M = nur Männer), gemäß Deutscher Leichtathletik-Ordnung (DLO).
| Lauf              | Lauf                        | Lauf                            | Lauf                                          | Lauf                                                            | Lauf                                             | Lauf               | Gehen                                            | Gehen                    | Sprung                    | Sprung                | Stoß/Wurf                                   | Mehrkampf                     |
| ----------------- | --------------------------- | ------------------------------- | --------------------------------------------- | --------------------------------------------------------------- | ------------------------------------------------ | ------------------ | ------------------------------------------------ | ------------------------ | ------------------------- | --------------------- | ------------------------------------------- | ----------------------------- |
| Sprint            | Mittelstrecke               | Langstrecke                     | Straßenlauf                                   | Hürden-/Hindernislauf                                           | Staffel                                          | Cross-/Berglauf    | Straße                                           | Bahn                     | vertikal                  | horizontal            | Stoß/Wurf                                   | Mehrkampf                     |
| 100 m 200 m 400 m | 800 m 1000 m 1500 m 1 Meile | 3000 m 5000 m 10.000 m 1 Stunde | 5 km 10 km Halbmarathon Marathon 50 km 100 km | 100 m Hürden (F) 110 m Hürden (M) 400 m Hürden 3000 m Hindernis | 4 × 100 m 4 × 400 m 3 × 800 m (F) 3 × 1000 m (M) | Crosslauf Berglauf | 20 km 35 km Marathon Gehen (Mixed-Staffel) 50 km | 5000 m 10.000 m 20.000 m | Hochsprung Stabhochsprung | Weitsprung Dreisprung | Kugelstoßen Diskuswurf Hammerwurf Speerwurf | Siebenkampf (F) Zehnkampf (M) |

Bei den Laufdisziplinen werden die Streckenlängen der Bahnwettbewerbe in Metern und die der Straßenwettbewerbe in Kilometern angegeben. Im Straßenlauf variieren die Streckenlängen je nach örtlichen Gegebenheiten meist zwischen etwa drei und zwölf Kilometern und die Laufstrecken verlaufen teilweise auch auf guten unbefestigten Wegen. Crossläufe finden mit ähnlichen Streckenlängen, jedoch im Gelände mehr oder weniger abseits von Wegen und typischerweise nur im Winterhalbjahr statt.

### Disziplinen der Schüler, Jugend und Senioren
Entsprechend dem mit dem Alter zunehmenden Leistungsvermögen der Kinder und Jugendlichen und dem abnehmenden Leistungsvermögen der Senioren werden die Lauf- und Wurfdisziplinen angepasst. Abhängig von der Altersklasse können die Sprintstrecken auf 50 oder 75 statt 100 Meter sowie 300 statt 400 Meter verkürzt sein. Die Langstrecke wird teilweise nur über 2000 Meter, die Hürdenläufe über 60 oder 80 Meter, der Hindernislauf über 1500 oder 2000 Meter und der Straßenlauf über 5 Kilometer ausgetragen. Beim Hürdenlauf wird zusätzlich die Höhe der Hürden reduziert. In allen Wurfdisziplinen werden die Gerätegewichte angepasst. Eine eigenständige Wurfdisziplin ausschließlich für die Kinderaltersklassen ist der Ballwurf. Der Gewichtwurf hingegen ist den Seniorenklassen vorbehalten, ebenso der Standweitsprung. Mehrkämpfe werden in anderen Zusammenstellungen mit weniger Disziplinen durchgeführt, beispielsweise Dreikampf. Im Weitsprung wird die erreichte Weite bei den Kindern nicht vom Absprungbalken, sondern vom genauen Absprungpunkt innerhalb einer Zone gemessen. Besonders anspruchsvolle Disziplinen, wie beispielsweise Hindernislauf, Dreisprung, Stabhochsprung oder Hammerwurf, werden erst ab einem Mindestalter von 12 oder 16 Jahren angeboten.
Die Altersklassen ändern sich bis zum 15. Lebensjahr jährlich, bei den älteren Jugendlichen sowie in den Mannschaftswettbewerben, wie Staffelläufen oder Mannschaftsmehrkampf, werden je zwei Jahrgänge zusammengefasst. Bei den Senioren ab dem 30. Lebensjahr verläuft die Einteilung jeweils in Fünfjahresgruppen. Dabei ist anzumerken, dass in der Leichtathletik nicht das tatsächliche Lebensalter, sondern der Jahrgang entscheidend ist. Das heißt, ein Jugendlicher, der am 1. Januar Geburtstag hat, ist in der gleichen Altersgruppe wie derjenige, der in diesem Jahr erst am 31. Dezember Geburtstag feiert.

### Disziplinen Halle
Im Gegensatz zum Stadion und außerhalb des Stadions gibt es in der Halle – hauptsächlich aus räumlich/technischen Gründen – weniger und andere (meist kürzere) Disziplinen.
Übersicht der heute üblichen Disziplinen (F = nur Frauen; M = nur Männer), gemäß Deutscher Leichtathletik-Ordnung (DLO).
| Lauf             | Lauf          | Lauf          | Lauf   | Lauf                                             | Gehen                 | Sprung                    | Sprung                | Stoß/Wurf              | Mehrkampf                     |
| ---------------- | ------------- | ------------- | ------ | ------------------------------------------------ | --------------------- | ------------------------- | --------------------- | ---------------------- | ----------------------------- |
| Sprint           | Mittelstrecke | Langstrecke   | Hürden | Staffel                                          |                       | vertikal                  | horizontal            | Stoß/Wurf              | Mehrkampf                     |
| 60 m 200 m 400 m | 800 m 1500 m  | 3000 m 5000 m | 60 m   | 4 × 200 m 4 × 400 m 3 × 800 m (F) 3 × 1000 m (M) | 3000 m (F) 5000 m (M) | Hochsprung Stabhochsprung | Weitsprung Dreisprung | Kugelstoßen Diskuswurf | Fünfkampf (F) Siebenkampf (M) |

In Sporthallen steht für die auf der Geraden gelaufenen Sprintstrecken meistens eine 60 Meter lange Bahn (plus Auslauf) zur Verfügung, in großen Hallen zu Trainingszwecken auch ein 100-Meter-Sprintkanal. Die Länge der Sprint- und Hürdensprintstrecken ist daher auf 60 Meter beschränkt. Längere Hürden- und Hindernisläufe können auf der normalerweise 200 Meter langen Rundbahn nicht ausgetragen werden, da die Kurven zu sehr überhöht sind. Die Langstreckenläufe reichen bis zu 5000 Meter maximal, in Deutschland in der Regel 3000 Meter. Auch Staffellaufwettbewerbe werden auf der Rundbahn ausgetragen.
Die meisten Hallen besitzen vier Rundbahnen, einige große Hallen, die auch international genutzt werden, sechs Bahnen.
Wurfdisziplinen sind außer Kugelstoßen in der Halle in der Regel selten möglich. Es gab einige wenige Wettkämpfe im Diskus, zum Beispiel in Berlin (ISTAF Indoor). Würfe entfallen daher auch beim Mehrkampf, sodass bei den Männern nur ein Siebenkampf und bei den Frauen ein Fünfkampf durchgeführt wird.

### Ehemalige Disziplinen
In der Vergangenheit gab es weitere Disziplinen, die heute nicht mehr oder nur noch sehr selten bei Wettkämpfen ausgetragen werden. Dazu gehören andere Laufdistanzen, wie z. B. der Langstreckenlauf über 7500 Meter, der 25-km-Straßenlauf, der Hürdensprint über 200 Meter oder die Männerstaffel von 4-mal 1500 Meter. Des Weiteren sind Staffelläufe mit unterschiedlicher Länge für die einzelnen Staffelläufer zu nennen, wie z. B. die Schwedenstaffel (400 – 300 – 200 – 100 m) oder die olympische Staffel (400 – 200 – 200 – 800 m). Bei den Wurfdisziplinen gab es früher als weiteres Wurfgerät den Schleuderball. Bis in die 1920er Jahre hinein gab es mit den heute noch gebräuchlichen Wurfgeräten Speer, Diskus und Kugel auch beidhändiges Werfen bzw. Stoßen. Dabei warf der Athlet eines der Geräte zunächst mit der einen, dann mit der anderen Hand und beide Weiten wurden addiert. Im Sprungbereich wurden auch Wettbewerbe im Standweitsprung – also ohne Anlauf – durchgeführt. Heute gibt es den Standweitsprung nur noch bei den höheren Altersklassen im Seniorensport.

### Leichtathletikdisziplinen im Vergleich von Männer- und Frauenleistungen

#### Geschwindigkeiten bei Bahn- und Straßendisziplinen
Vergleich der Weltrekorde der olympischen Disziplinen (Stand: 11. August 2024):
| Disziplin         | Strecke (m) | Weltrekord   | m/s   | km/h  |
| ----------------- | ----------- | ------------ | ----- | ----- |
| 100 m             | 100         | 9,58 s       | 10,44 | 37,58 |
| 200 m             | 200         | 19,19 s      | 10,42 | 37,52 |
| 400 m             | 400         | 43,03 s      | 9,30  | 33,47 |
| 800 m             | 800         | 1:40,91 min  | 7,93  | 28,54 |
| 1500 m            | 1500        | 3:26,00 min  | 7,28  | 26,21 |
| 1 Meile           | 1609        | 3:43,13 min  | 7,21  | 25,96 |
| 5000 m            | 5000        | 12:37,35 min | 6,60  | 23,77 |
| 10.000 m          | 10.000      | 26:17,53 min | 6,34  | 22,82 |
| Marathon          | 42.195      | 2:00:35 h    | 5,83  | 21,00 |
| 110 m Hürden      | 110         | 12,80 s      | 8,59  | 30,94 |
| 400 m Hürden      | 400         | 45,94 s      | 8,71  | 31,35 |
| 3000 m Hindernis  | 3000        | 7:52,11 min  | 6,35  | 22,88 |
| 4 × 100 m Staffel | 400         | 36,84 s      | 10,86 | 39,09 |
| 4 × 400 m Staffel | 1600        | 2:54,29 min  | 9,18  | 33,05 |
| 20 km Gehen       | 20.000      | 1:17:16 h    | 4,31  | 15,53 |

| Disziplin         | Strecke (m) | Weltrekord   | m/s  | km/h  |
| ----------------- | ----------- | ------------ | ---- | ----- |
| 100 m             | 100         | 10,49 s      | 9,53 | 34,32 |
| 200 m             | 200         | 21,34 s      | 9,37 | 33,74 |
| 400 m             | 400         | 47,60 s      | 8,40 | 30,25 |
| 800 m             | 800         | 1:53,28 min  | 7,06 | 25,42 |
| 1500 m            | 1500        | 3:49,04 min  | 6,55 | 23,56 |
| 1 Meile           | 1609        | 4:12,56 min  | 6,37 | 22,93 |
| 5000 m            | 5000        | 14:00,21 min | 5,95 | 21,42 |
| 10.000 m          | 10.000      | 28:54,14 min | 5,77 | 20,76 |
| Marathon          | 42.195      | 2:11:23 h    | 5,35 | 19,27 |
| 100 m Hürden      | 100         | 12,12 s      | 8,25 | 29,70 |
| 400 m Hürden      | 400         | 50,37 s      | 7,94 | 28,59 |
| 3000 m Hindernis  | 3000        | 8:58,81 min  | 5,57 | 20,04 |
| 4 × 100 m Staffel | 400         | 40,82 s      | 9,80 | 35,28 |
| 4 × 400 m Staffel | 1600        | 3:15,17 min  | 8,20 | 29,51 |
| 20 km Gehen       | 20.000      | 1:25:08 h    | 3,92 | 14,10 |

#### Weltrekorde in olympischen Disziplinen
15 der 24 olympischen Disziplinen erlauben einen direkten Vergleich zwischen Männern und Frauen. In den restlichen bestehen unterschiedliche Bedingungen – beim Hürden- und Hindernislauf durch unterschiedliche Höhen von Hürden und Hindernissen sowie in den Wurfdisziplinen durch unterschiedliche Gewichte der Wettkampfgeräte.
Im Vergleich der Weltrekorde erreichen Frauen in den Bahn- und Straßendisziplinen ca. 90 Prozent der Männerleistung, in den Sprungdisziplinen ca. 81 bis 86 Prozent der Männerleistung.
| Disziplin         | Männer       | Frauen       | Frauen: Prozent der Männerleistung |
| ----------------- | ------------ | ------------ | ---------------------------------- |
| 100 m             | 09,58 s      | 10,49 s      | 91,3 %                             |
| 200 m             | 19,19 s      | 21,34 s      | 89,9 %                             |
| 400 m             | 43,03 s      | 47,60 s      | 90,7 %                             |
| 800 m             | 01:40,91 min | 01:53,28 min | 89,1 %                             |
| 1500 m            | 03:26,00 min | 03:49,11 min | 89,9 %                             |
| 5000 m            | 12:35,36 min | 14:00,21 min | 89,9 %                             |
| 10.000 m          | 26:11,00 min | 28:54,14 min | 90,6 %                             |
| Marathon          | 2:00:35 h    | 2:11:53 h    | 91,4 %                             |
| 4 × 100 m Staffel | 36,84 s      | 40,82 s      | 90,2 %                             |
| 4 × 400 m Staffel | 2:54,29 min  | 3:15,17 min  | 89,3 %                             |
| 20 km Gehen       | 1:16:36 h    | 1:23:49 h    | 91,3 %                             |
| Hochsprung        | 02,45 m      | 02,10 m      | 85,7 %                             |
| Stabhochsprung    | 06,25 m      | 05,06 m      | 81,0 %                             |
| Weitsprung        | 08,95 m      | 07,52 m      | 84,0 %                             |
| Dreisprung        | 18,29 m      | 15,67 m      | 85,7 %                             |

#### Wurfdisziplinen
| Wurfdisziplinen der Leichtathletik im Vergleich  | Wurfdisziplinen der Leichtathletik im Vergleich | Wurfdisziplinen der Leichtathletik im Vergleich | Wurfdisziplinen der Leichtathletik im Vergleich | Wurfdisziplinen der Leichtathletik im Vergleich |
|                                                  | Kugelstoßen                                     | Diskuswurf                                      | Hammerwurf                                      | Speerwurf                                       |
| ------------------------------------------------ | ----------------------------------------------- | ----------------------------------------------- | ----------------------------------------------- | ----------------------------------------------- |
| Gerätegewicht, Männer                            | 7,26 kg                                         | 2,0 kg                                          | 7,26 kg                                         | 800 g                                           |
| Gerätegewicht, Frauen                            | 4,0 kg                                          | 1,0 kg                                          | 4,0 kg                                          | 600 g                                           |
| Wettkampfanlage                                  | Kreis: 2,135 m                                  | Kreis: 2,50 m                                   | Kreis: 2,135 m                                  | Anlauf: 30 bis 36,5 m                           |
| Optimaler Abflugwinkel*                          | 38–40°                                          | 35–37°                                          | 44°                                             | 34–36°                                          |
| Abfluggeschwindigkeit (zwei Weiten als Beispiel) | 15,5 m: 11,5 m/s 21,5 m: 13,8 m/s               | 54 m: 22 m/s 65 m: 24 m/s                       | 55 m: 23 m/s 85 m: 29 m/s                       | 78 m: 28 m/s 95 m: 32 m/s                       |

* Im Diskus- und Speerwurf geringerer Winkel bei Gegenwind, höherer Winkel bei Rückenwind.

#### Intergeschlechtlichkeit in der Leichtathletik
Das durch die Chromosomen vorgegebene genetische Geschlecht war zeitweise nicht in allen Sportarten ausschlaggebend. Sebastian Coe, Präsident des Leichtathletikweltverbandes World Athletics betrachtete es zwar als Notwendigkeit, Sportler den Kategorien männlich oder weiblich zuzuordnen, da unterschiedliche Wettbewerbskriterien für diese gelten. Er begründete dies mit der höheren Leistungsfähigkeit bei Athletinnen mit erhöhtem Testosteronspiegel (egal ob künstlich herbeigeführt oder von Natur aus vorhanden). Der Verband legte 2018 für die Einbindung von Athleten wie Caster Semenya oder Margaret Nyairera Wambui in den Spitzensport entsprechende Regeln vor. Von November 2018 bis März 2023 galten in der Leichtathletik folgende Voraussetzungen für das Antreten bei Frauenwettkämpfen:
1. die Teilnehmerin muss gesetzlich entweder als Frau oder intergeschlechtlich (intersexuell) definiert sein
2. die Teilnehmerin muss die Testosteronwerte in ihrem Blut über sechs Monate vor dem Wettkampf unterhalb von 5 nmol/L halten

Am 23. März 2023 gab World Athletics bekannt, vom Monatsende an keine Transfrauen mehr an Frauenwettbewerben teilnehmen zu lassen, sofern diese eine männliche Pubertät durchlaufen haben. Die Entscheidung sei erfolgt, um „alle biologischen Frauen in unserem Sport zu schützen“, so Präsident Coe.

## Training
Das Leichtathletiktraining ist sehr vielseitig und kann den individuellen Stärken des einzelnen Athleten angepasst werden. Begonnen wird in den Kinderaltersklassen meist mit dem Mehrkampf, also mit dem Training vieler Disziplinen. Bilden sich dann im Jugendalter eindeutige Stärken aus, so wird mehr und mehr disziplinenspezifisch trainiert, ansonsten kann die „Königsdisziplin“, der Zehn- bzw. Siebenkampf die erste Wahl sein.
Zum Training gehören Elemente wie Laufschulung, Koordination, allgemeine Kräftigung, Technikschulung, Ausdauertraining, Sprints und Sprungläufe sowie spezifisches Krafttraining.
Kraft, Ausdauer, Schnelligkeit, Koordination und Technik sind für alle Disziplinen wichtig, jedoch in unterschiedlichen Anteilen und Umfängen. Trainingsmethodisch sollten sich die jeweiligen Trainingsanteile in erster Linie nach dem Alter und der individuellen leichtathletischen Erfahrung des Athleten richten.
Das Training findet generell ganzjährig unter freiem Himmel statt, idealerweise in einem Leichtathletikstadion oder Sportplatz mit den erforderlichen Anlagen. Parallel dazu wird in den Wintermonaten auch in geschlossenen Sporthallen und Sportarenen trainiert sowie in Fitnessstudios und Krafträumen.
Erfolgreiches Training wird entsprechend den Kriterien der Periodisierung des sportlichen Trainings organisiert und findet häufig als Blocktraining statt. Die Schwerpunkte der Trainingstheorien haben sich immer wieder geändert.

## Wettkämpfe

### Wettkampfverlauf
In großen, vor allem internationalen Wettkämpfen, findet in technischen Disziplinen (Sprung, Stoß, Wurf) zunächst eine Qualifikationsrunde mit jeweils höchstens drei Versuchen statt. Um die Wartezeiten zwischen den Versuchen kurz zu halten, finden mitunter zwei Qualifikationsrunden auf verschiedenen Wettkampfanlagen parallel statt. Wer die vom Veranstalter festgelegte Weite übertrifft, gelangt in die Finalrunde, die in der Regel an einem anderen Tag stattfindet. Wer die geforderte Weite nicht erreicht hat, scheidet aus dem Wettkampf aus. Wenn weniger Athleten als die festgelegte Teilnehmerzahl für den Endkampf die Qualifikationsweite schaffen, können Athleten mit einer geringeren Weite im Nachrückverfahren den Endkampf erreichen.
In der Finalrunde hat jeder Teilnehmer zunächst drei Versuche. Die Reihenfolge dafür wird ausgelost. Für die nächsten drei Versuche werden nur die acht Besten der Finalrunde zugelassen. Der vierte und fünfte Versuch finden meist in umgekehrter Folge der Platzierungen nach den ersten drei Versuchen statt, d. h. der Beste zuletzt. Im letzten Versuch wird nochmals die Reihenfolge der Platzierung angepasst, so dass wiederum der bis dahin Beste den letzten Sprung bzw. Wurf des Wettkampfes hat.
Im Mehrkampf (Sieben-/Zehnkampf) sind bei den Sprung- und Wurfdisziplinen jeweils drei Versuche vorgesehen. Vorkämpfe gibt es hier nicht.
In den Kurzstreckenlaufdisziplinen (100 bis 800 m) werden je nach Größe des Teilnehmerfelds Vor-, Zwischen- und Endläufe ausgetragen. Analog wird bei den Staffellaufwettbewerben verfahren. Auf den Mittelstrecken gibt es Vor- und Endläufe. Bei großen Teilnehmerfeldern (beispielsweise Olympische Spiele) werden auch auf den Langstrecken (5000 und 10.000 m) Vorläufe ausgetragen. Meist ist der Erste, manchmal auch die ersten Zwei oder Drei eines Vorlaufs für die nächste Runde qualifiziert, die weiteren Teilnehmer ergeben sich aus den erreichten Zeiten aller Vorläufe.
Damit nicht die schnellsten Athleten bereits in den Vorläufen aufeinander treffen, wird die Zuordnung zu den Läufen anhand der vorher gemeldeten Saisonbestleistungen vorgenommen, bzw. bei Zwischenrunden nach den Zeiten im Vorlauf. Gibt es beispielsweise vier Vorläufe startet in einem Lauf der Läufer mit der besten gemeldeten Leistung, in einem anderen Lauf der mit der zweitbesten usw.

### Klasseneinteilung
Bei Wettkämpfen werden abhängig vom Reglement verschiedene Alters- und Leistungsklassen unterschieden:
Der Leichtathletikweltverband World Athletics führt folgende Altersklassen (World-Athletics-Regel 141):
- Jugendliche (Jungen und Mädchen): Sportler, die am 31. Dezember des Wettkampfjahres 16 oder 17 Jahre alt sind
- Junioren (Männer und Frauen): Sportler, die am 31. Dezember des Wettkampfjahres 18 oder 19 Jahre alt sind
- Senioren (Männer und Frauen): ab dem 35. Geburtstag

Der Deutsche Leichtathletik-Verband (DLV) führt folgende Altersklassen:
- Senioren (gültig seit 2012: Altersklassen ab M35, W35; auf Landesebene ab M30, W30)[8]
- Aktive (Männer/Frauen)
- Junioren U23 (20, 21 und 22)
- Jugend U20 (18 und 19, ehemalige wJA/mJA)
- Jugend U18 (16 und 17, ehemalige wJB/mJB)
- Jugend U16 (W14, W15/M14, M15 ehemalige Schi/Sch A)
- Jugend U14 (W12, W13/M12, M13 ehemalige Schi/Sch B)
- Kinder U12 (W10, W11/M10, M11 ehemalige Schi/Sch C)
- Kinder U10 (W8, W9/M8, M9 ehemalige Schi/Sch D)
- Kinder U8 (6- und 7-jährige Kinder, keine weitere Unterteilung)

Seniorenklassen werden weiter in 5-Jahresschritten unterteilt. Wenn der Wettkampf nicht speziell ausgeschrieben ist, werden Junioren und Senioren den Aktiven zugeordnet. In der Altersklasse U8 sind ausschließlich Teamwettbewerbe zugelassen. Ab der Altersklasse U10 kann nach Jahrgang und Geschlecht getrennt gewertet werden, die Einteilung in die Zweijahresblöcke findet jedoch für Mannschafts- und Teamwettbewerbe und Staffeln sowie für die Wettkampforganisation Anwendung.
Der Österreichische Leichtathletik-Verband führt seit 2005 folgende Altersklassen (in eckigen Klammern die ehemalige Bezeichnung):
- Masters (Altersklassen ab M30, W30) [ehem. Senioren]
- Allgemeine Klasse
- U23 (20, 21, 22)
- U20 (18, 19) [ehem. Junioren]
- U18 (16, 17) [ehem. Jugend]
- U16 (14, 15) [ehem. Schüler A]
- U14 (12, 13) [ehem. Schüler B]
- U12, U10 etc. [ehem. SCH C, D usw.]

Meisterschaften gibt es für U16, U18, U20, U23, AK, Senioren. Wie in Deutschland werden U23 und Senioren zur Allgemeinen Klasse gezählt, es sei denn, sie werden speziell in der Ausschreibung angeführt.

### Wettkampfstätten

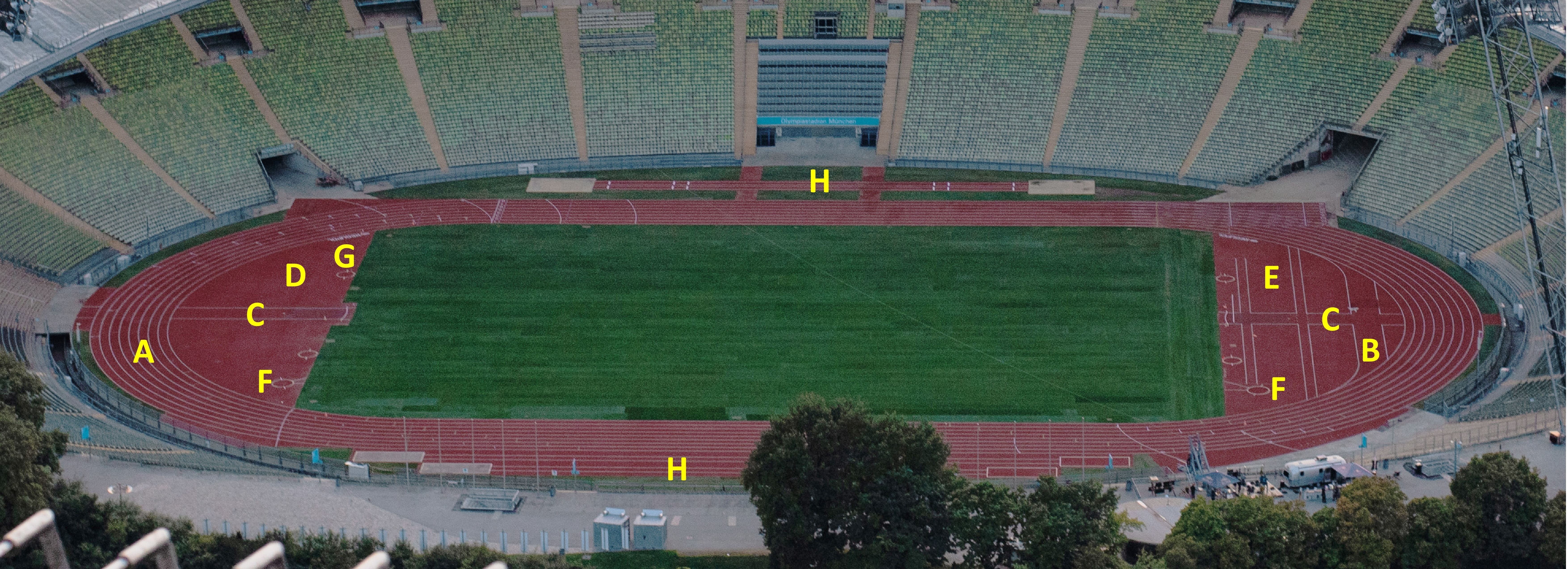
Typische Anordnung der Anlagen in einem modernen Leichtathletikstadion für internationale Wettbewerbe, hier im Olympiastadion München:
A Laufbahn, B Teil der Laufbahn für Hindernisläufe, C Anlaufbahn für Speerwurf (2×), D Anlaufbereich für Hochsprung, E zwei Anlagen für Stabhochsprung, F Position der Käfige für Hammer- und Diskuswurf (2×), G Stoßkreis für Kugelstoßen (1 von 4), H Sprunganlagen für Weitsprung und Dreisprung (2×)

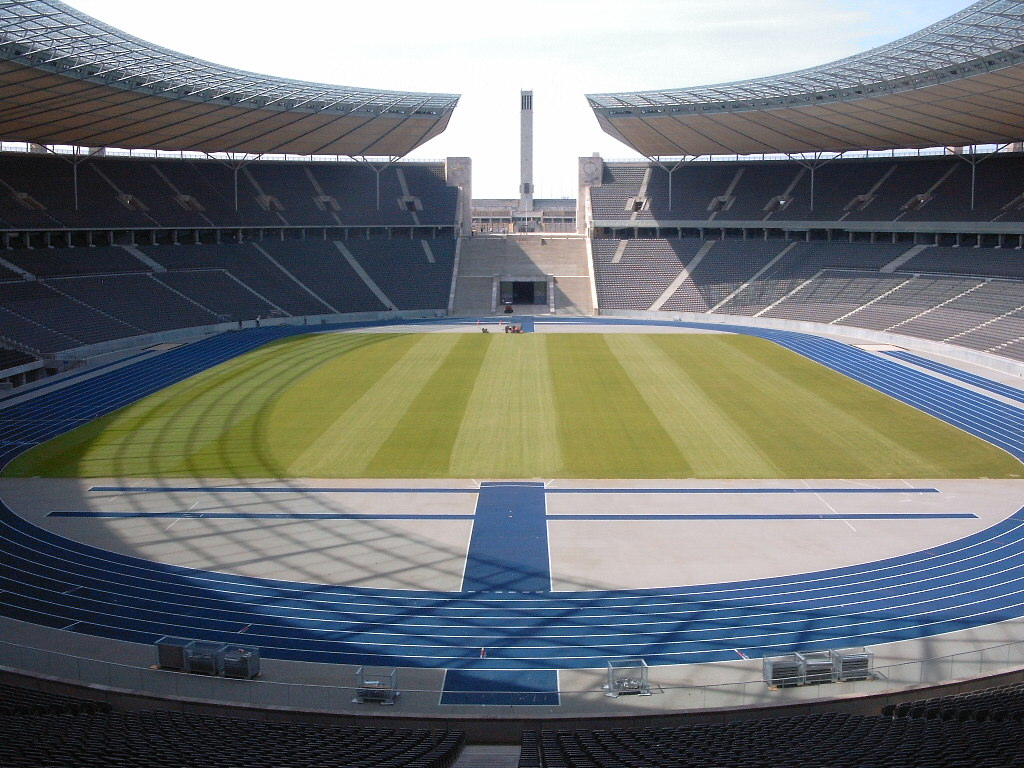
Das Olympiastadion Berlin

Leichtathletikwettkämpfe finden in einem Stadion oder in einer Halle statt, Gehwettkämpfe und sehr lange Laufwettbewerbe auf Straßen, Crossläufe im offenen Gelände oder im Wald. Mit einem Großspielfeld zusammengefasste Leichtathletikanlagen mit Rundbahn nennt man Leichtathletikstadion bzw. nur Stadion oder – seltener werdend – Wettkampfbahn bzw. Kampfbahn. Unterschieden werden die Wettkampfbahnen oder Wettkampfanlagen Typ A, Typ B und Typ C.
Stadien haben eine genormte ovale 400-Meter-Laufbahn, auch Rundbahn genannt. Bei frühen Olympischen Spielen wurden noch davon abweichende Bahnlängen verwendet, und zwar 1896 in Athen 333,33 Meter, 1900 und 1924 in Paris 500 Meter, 1904 in St. Louis und 1908 in London 536,45 Meter (eine Drittelmeile) sowie 1912 in Stockholm 383 Meter. Seit 1960 werden Rekorde in den Laufdisziplinen von World Athletics nur noch anerkannt, die auf einer 400-Meter-Bahn aufgestellt wurden.
Die Rundbahn hat in der Regel sechs Bahnen, in größeren Stadien acht oder neun (Barcelona, Wettkampfanlage Typ A).
In Leichtathletikhallen sind die Rundbahnen von Ort zu Ort unterschiedlich lang, Rekorde werden nur auf 200-Meter-Bahnen anerkannt. In der Regel sind vier Einzelbahnen vorhanden, in einigen Hallen (beispielsweise Dortmund, Leipzig, Birmingham, Budapest) sechs.
Laufwettbewerbe werden fast nur noch auf Kunststoffbelägen (Tartan oder Mondo) ausgetragen, die Mitte der 1960er Jahre eingeführt wurden. Gleiches gilt für die Anlaufbahnen für Weitsprung, Stabhochsprung und Speerwurf sowie für die Hochsprung-Anlauffläche. Die Stoßsektoren sind zumeist Rasenflächen.
Die Sprung- und Wurfwettbewerbe werden in der Regel auf den Segmentflächen, welche von der Laufbahn (Rundbahn) begrenzt werden, ausgetragen. Hoch- und Stabhochsprung werden auf den Segmentflächen innerhalb der Rundbahn ausgetragen, der Weitsprung zumeist außerhalb der Bahn neben den Geraden. Die erforderlichen Wurf- und Stoßkreise sowie die Anlaufbahn für den Speerwurf befinden sich ebenfalls in diesen Segmenten, wobei dann auf die Rasenfläche geworfen wird. Um Läufer und Springer durch das Wurftraining nicht zu gefährden, gibt es an manchen Orten separate Wurfplätze außerhalb des Stadions. Diese werden auch bei Wettbewerben ohne großen Zuschauerzuspruch genutzt.
Im zielabgewandten Segment befindet sich der Wassergraben für den 3000-Meter-Hindernislauf. Er ist meist im Innern der Laufbahn angeordnet, kann aber auch auf der Außenseite sein, so beispielsweise bei den Weltmeisterschaften 2013 in Moskau.

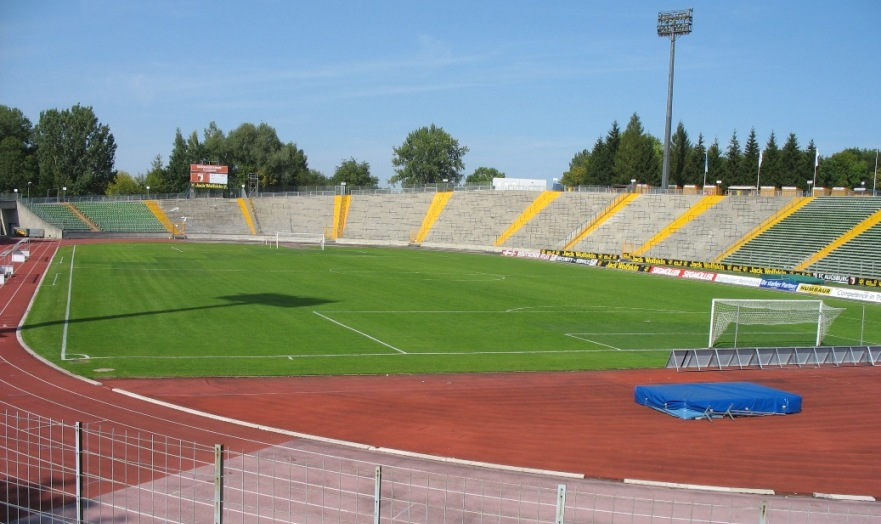
Das Augsburger Rosenaustadion

Leichtathletikanlagen für die Sportdisziplinen Gehen, Laufen, Springen, Werfen und Stoßen werden unterteilt in
- Laufbahnen (Rundbahn, Kurzstreckenbahn, Hindernislaufbahn mit Wassergraben)
- Sprunganlagen (Hochsprunganlage, Stabhochsprunganlage, Weit- und Dreisprunganlage)
- Kugelstoßanlage mit Stoßkreis und Stoßsektor
- Wurfanlagen (Diskuswurfanlage und Hammerwurfanlage mit Wurfkreis, Wurfsektor und Schutznetz/-gitter (häufig zusammengefasst), Speerwurfanlage)

In Deutschland werden die wichtigsten Leichtathletikstadien auch für Fußballspiele genutzt, so etwa das Berliner Olympiastadion und das Nürnberger Max-Morlock-Stadion sowie bis zur Eröffnung der Allianz Arena 2005 auch das Olympiastadion München und bis 2009 das ehemalige Stuttgarter Neckar- und Gottlieb-Daimler-Stadion. Bis 1978 fanden außerdem im Augsburger Rosenaustadion bedeutende Leichtathletik-Länderkämpfe statt.
Die Tendenz geht zur Spezialisierung auf nur eine Sportart, was zum Verzicht auf Leichtathletikanlagen in den meisten großen neu gebauten Stadien führt. So haben die neuen (Fußball-)Stadien in Hamburg, Köln, Düsseldorf, Gelsenkirchen, München und Frankfurt (allesamt ehemalige Austragungsorte deutscher Meisterschaften) heute keine Laufbahn mehr.
Geplant werden Wettkampfbahnen und Anlagen für den Schulsport in der Regel von entsprechend spezialisierten Landschaftsarchitekten unter Beachtung der Regeln der Technik (u. a. DIN 18035 Sportplätze), der Internationalen Wettkampfregeln von World Athletics und der Informationshilfen des Bundesinstitut für Sportwissenschaft.

### Wettkämpfe in Deutschland
In Deutschland finden mehrere große Meetings statt. Wettkämpfe von großer internationaler Bedeutung werden z. B. in Berlin, Ratingen und Karlsruhe ausgetragen. Zudem startet die gesamte deutsche Spitzenklasse alljährlich bei den deutschen Meisterschaften.
Neben den wenigen Meisterschaften auf Spitzenniveau, misst sich die Masse der Sportler bei nach Disziplinen (Mehrkampf, Werfer), Gruppen (Team, Mannschaft), Altersklassen (Senioren, Schüler) gegliederten, regional gestaffelten (Landes-, Gebiets-, Kreis-, Stadt-)Meisterschaften oder bei Sportfesten und Einzelveranstaltungen.

### Internationale Wettkämpfe
Traditionell dominieren auf den Sprintstrecken US-amerikanische und jamaikanische Sportler, die Mittel- und Langstrecken werden von afrikanischen Läufern dominiert. Bei den Wurf- und Sprungdisziplinen sind die Siegerlisten weniger homogen. Die insgesamt erfolgreichsten Nationen bei internationalen Wettkämpfen sind die USA, Russland (beziehungsweise UdSSR) und Deutschland (beziehungsweise DDR).

#### Olympische Spiele
Einige Disziplinen der Leichtathletik wurden schon bei den Olympischen Spielen der Antike ausgeübt. Seit Beginn der Spiele der Neuzeit 1896 in Athen ist die Leichtathletik neben dem Schwimmen ein zentraler Bestandteil des olympischen Wettkampfprogramms und wird deshalb auch als olympische Kernsportart bezeichnet. Vor 1983 waren die Spiele sogar die einzige Gelegenheit, bei der Leichtathleten aus verschiedenen Kontinenten in den olympischen Disziplinen um Titel kämpfen konnten.
Bei Olympischen Spielen werden seit 2024 in 26 leichtathletischen Disziplinen insgesamt 48 Entscheidungen ausgetragen – 23 bei den Männern, 23 bei den Frauen und 2 als Mixed-Wettbewerbe. Frauen durften erstmals bei den Olympischen Spielen 1928 in zunächst fünf Leichtathletikdisziplinen starten (100 m, 800 m, Hochsprung, Diskuswurf, 4 × 100-m-Staffel). Die Lauf- und Gehstrecken wurden nach und nach denen der Männer angeglichen (bis auf 100 und 110 m Hürden).
Übersicht der olympischen Leichtathletikdisziplinen:
|             | Disziplin                      | Olympischer Wettkampf seit | Olympischer Wettkampf seit         | Vorläufer der heutigen Disziplin                                            |
|             | Männer                         | Frauen                     |                                    |                                                                             |
| ----------- | ------------------------------ | -------------------------- | ---------------------------------- | --------------------------------------------------------------------------- |
| Lauf        | 100 m                          | 1896                       | 1928                               |                                                                             |
| Lauf        | 200 m                          | 1900                       | 1948                               |                                                                             |
| Lauf        | 400 m                          | 1896                       | 1964                               |                                                                             |
| Lauf        | 800 m                          | 1896                       | 1928; danach erst wieder seit 1960 |                                                                             |
| Lauf        | 1500 m                         | 1896                       | 1972                               |                                                                             |
| Lauf        | 5000 m                         | 1912                       | 1996                               | Frauen, 1984 bis 1992: 3000 m                                               |
| Lauf        | 10.000 m                       | 1912                       | 1988                               | Männer, 1906 und 1908: 5 Meilen = 8047 m                                    |
| Lauf        | Marathon                       | 1896                       | 1984                               |                                                                             |
| Lauf        | 110 m Hürden                   | 1896                       | -                                  |                                                                             |
| Lauf        | 100 m Hürden                   | -                          | 1972                               | Frauen: 1932 bis 1968: 80 m Hürden                                          |
| Lauf        | 400 m Hürden                   | 1900                       | 1984                               |                                                                             |
| Lauf        | 3000 m Hindernis               | 1920                       | 2008                               | Männer: von 1900 bis 1908 andere Streckenlängen                             |
| Lauf        | 4 × 100 m Staffel              | 1912                       | 1928                               |                                                                             |
| Lauf        | 4 × 400 m Staffel              | 1912                       | 1972                               |                                                                             |
| Lauf        | 20 km Gehen                    | 1956                       | 2000                               | Männer, 1908 bis 1952 10.000 m Gehen und Frauen, 1992 bis 1996: 10 km Gehen |
| Lauf        | Marathon-Gehen (Mixed-Staffel) | 2024                       | 2024                               |                                                                             |
| Sprung      | Hochsprung                     | 1896                       | 1928                               |                                                                             |
| Sprung      | Stabhochsprung                 | 1896                       | 2000                               |                                                                             |
| Sprung      | Weitsprung                     | 1896                       | 1948                               |                                                                             |
| Sprung      | Dreisprung                     | 1896                       | 1996                               |                                                                             |
| Wurf        | Kugelstoßen                    | 1896                       | 1948                               |                                                                             |
| Wurf        | Diskuswurf                     | 1896                       | 1928                               |                                                                             |
| Wurf        | Hammerwurf                     | 1900                       | 2000                               |                                                                             |
| Wurf        | Speerwurf                      | 1908                       | 1932                               |                                                                             |
| Mehr- kampf | Zehnkampf                      | 1896                       | -                                  |                                                                             |
| Mehr- kampf | Siebenkampf                    | -                          | 1984                               | Frauen, 1964 bis 1980: Fünfkampf                                            |

Ehemalige olympische Disziplinen, die heute nicht mehr ausgetragen werden:
Männer
- Laufwettbewerbe
  - Sprintstrecken: 60 m (1900 und 1904)
  - Langstrecken: 5 Meilen (1906 und 1908)
  - Hürdenrennen: 200 m (1900 und 1904)
  - Hindernislauf: 2500 m (1900), 2590 m (1904), 3200 m (1908), 4000 m (1900)
  - Mannschaftslauf: 3000 m (1912, 1920, 1924), 5000 m (1900), 3 Meilen (1908), 4 Meilen (1904)
  - Staffellauf: Olympische Staffel (1908), 4 × 1600-m-Lauf (1908)
  - Querfeldeinlauf: Einzel (1912 bis 1924), Mannschaft (1912 bis 1924)
  - Gehen: 1500 m (1906), 3000 m (1906, 1920), 3500 m (1908), 10.000 m (1908 bis 1952), 10 Meilen (1908), 50 km (1932 bis 2021)
- Sprungwettbewerbe
  - Standhochsprung (1900 bis 1912)
  - Standweitsprung (1900 bis 1912)
  - Standdreisprung (1900 und 1904)
- Wurfwettbewerbe
  - Kugelstoßen, beidarmig (1912)
  - Diskuswurf, antiker Stil (1906 und 1908)
  - Diskuswurf, beidarmig (1912)
  - Gewichtwurf (1904 und 1920)
  - Speerwurf, Freistil (1906 und 1908)
  - Speerwurf beidarmig (1912)
  - Steinwurf (1906)
- Mehrkampf
  - Dreikampf
  - Fünfkampf (1906 bis 1924)
  - Vielseitigkeits-Zehnkampf (1904)
- Tauziehen

Frauen
- 3000 m (1984 bis 1992)
- 80 m Hürden (1932 bis 1968)
- Fünfkampf (1964 bis 1980)

#### Special Olympics

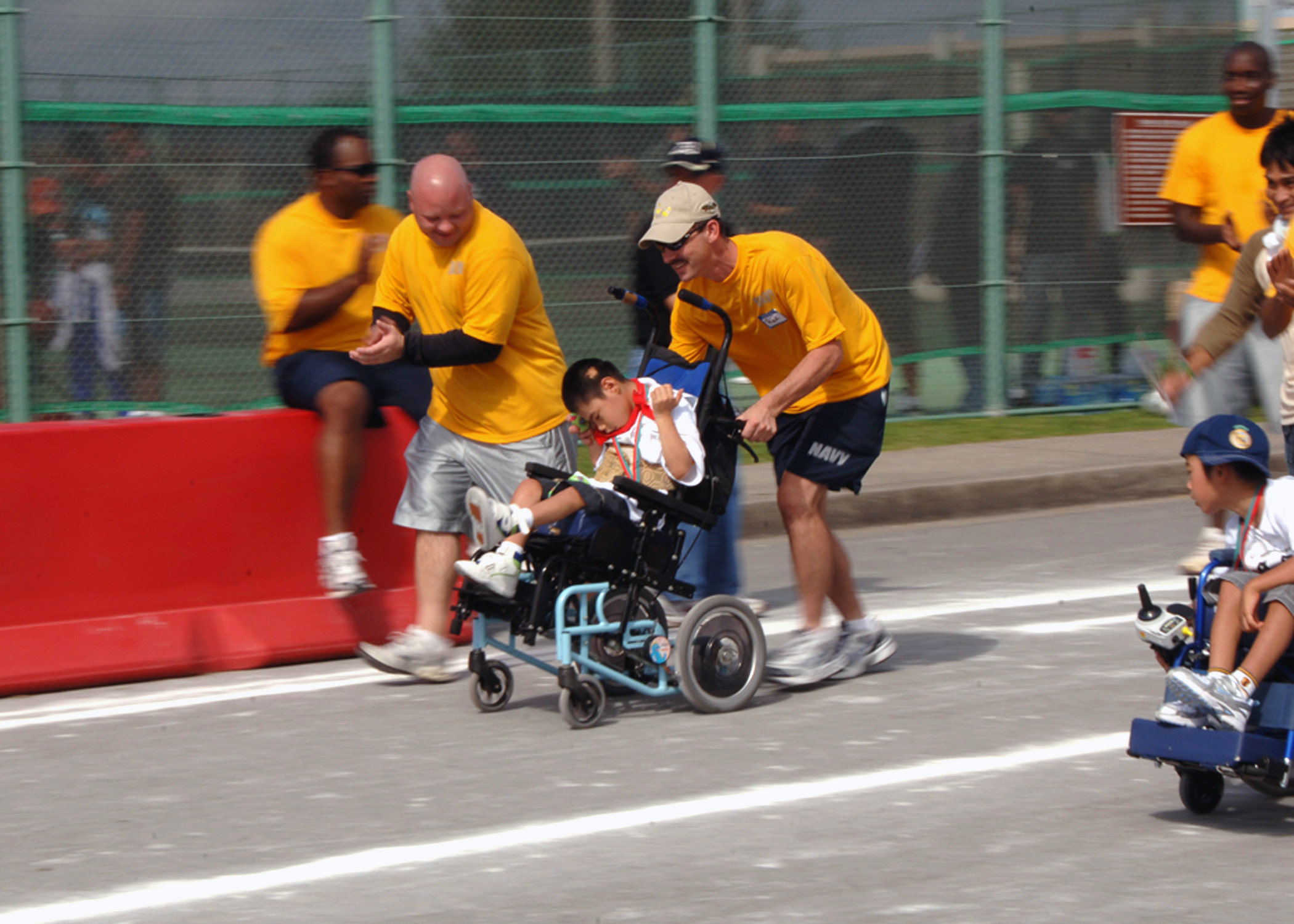
Rollstuhlrennen bei den Special Olympics Games in Okinawa, USA, 2009

Leichtathletik wird in Wettbewerben und Trainingseinheiten der Organisation Special Olympics weltweit für geistig und mehrfach behinderte Menschen angeboten. Sie ist bei Special Olympics World Games seit 1968 vertreten.

#### Weltmeisterschaften
Seit 1983 finden Leichtathletik-Weltmeisterschaften mit dem kompletten olympischen Wettkampfprogramm alle vier und seit 1991 alle zwei Jahre statt. Zuvor gab es bereits 1976 in Malmö und 1980 in Sittard/NL Weltmeisterschaften. Bei diesen Meisterschaften wurden aber nur Wettkämpfe in einzelnen Disziplinen (1976: 50-km-Gehen der Männer; 1980: 3000 m und 400 m Hürden der Frauen) durchgeführt, da diese zu jener Zeit nicht im olympischen Programm standen.
World Athletics veranstaltet sowohl für bestimmte Altersgruppen als auch für nichtolympische Disziplingruppen weitere Titelkämpfe. Die wichtigsten Veranstaltungen sind die
- U18-Weltmeisterschaften (seit 1999, alle zwei Jahre, Alter unter 18 Jahre)
- U20-Weltmeisterschaften (seit 1986, alle zwei Jahre, Alter unter 20 Jahre)
- Seniorenweltmeisterschaften (seit 1975, alle zwei Jahre, Alter ab 35 Jahre)
- Senioren-Straßen-Weltmeisterschaften (seit 1992, alle zwei Jahre, Alter ab 40 Jahre)
- Hallenweltmeisterschaften (1987–2003, und seit 2004 jeweils alle zwei Jahre)
- Crosslauf-Weltmeisterschaften (seit 1973, jährlich)
- Halbmarathon-Weltmeisterschaften (seit 1992, jährlich)
- Berglauf-Weltmeisterschaften (seit 1985, jährlich)

#### Europameisterschaften
Die Leichtathletik-Europameisterschaften gibt es schon wesentlich länger als die Weltmeisterschaften. Von 1934 bis 1966 wurden sie mit einer Kriegsunterbrechung immer zur „Halbzeit“ einer Olympiade ausgerichtet. Nach Abweichungen (1969, 1971) setzte sich von 1974 bis 2010 wieder dieser vierjährige Rhythmus durch. Seit 2012 finden Europameisterschaften auch in den Olympiajahren statt, werden also zweijährlich ausgetragen.
Außerdem gibt es zu fast allen zuvor genannten speziellen Weltmeisterschaften Pendants in Form weiterer Europameisterschaften. Sie finden in den Jahren statt, in denen die entsprechenden nur alle zwei Jahre veranstalteten Weltmeisterschaften nicht stattfinden. Die wichtigsten Europameisterschaften für Nachwuchsathleten sind
- U18-Europameisterschaften (ab 2016, alle zwei Jahre, Alter unter 18 Jahre)
- U20-Europameisterschaften (seit 1970, alle zwei Jahre, Alter unter 20 Jahre)
- U23-Europameisterschaften (seit 1997, alle zwei Jahre, Alter unter 23 Jahre)
- Halleneuropameisterschaften (seit 1970, alle 2 Jahre, 2004 ausgefallen, dafür wieder seit 2005 alle 2 Jahre)
- Crosslauf-Europameisterschaften (seit 1994, mit U23- und U20-Wertung, jährlich)
- Berglauf-Europameisterschaften (mit U20-Wertung)

#### Welt- und Europacup
So werden die Titelwettkämpfe der Nationalmannschaften genannt, bei denen die Mannschaftsleistung als Summe der Einzelleistungen aus allen Disziplinwettkämpfen ausgezeichnet wird. Im Gegensatz zu anderen Sportarten sind sie aber keine Serien-, sondern Einzelveranstaltungen. Der Weltcup fand von 1977 bis 1989 und seit 1992 alle vier Jahre statt. Eine Besonderheit des Weltcups als Resultat seiner zeitlichen Straffung (Dauer: zwei Tage) und der damit verbundenen Beschränkung auf acht Teilnehmer pro Disziplin ist die Nominierung von Erdteilmannschaften neben wenigen Nationalmannschaften. Auch im Mannschaftssport ist die kontinentale Variante älter als ihre globale Entsprechung. Den Europacup gibt es bereits seit 1965. Er fand bis 1993 fast immer (1970 statt 1969 und 1971) alle zwei Jahre und danach jährlich statt. 2009 wurde der Europacup in Team-Europameisterschaft umbenannt und besitzt seitdem somit den Status offizieller Europameisterschaften. Nicht alle olympischen Disziplinen können im Welt- und Europacup berücksichtigt werden. In den von längerer Wettkampfdauer geprägten Disziplingruppen Mehrkampf, Marathonlauf und Gehen und in weiteren nichtolympischen Disziplinen werden eigene Mannschaftswertungen durchgeführt. Im Einzelnen sind dies:
- Hallen-Europacup (seit 2003)
- Mehrkampf-Europacup (seit 1973, die gleichen Jahre wie der Europacup)
- Geher-Weltcup (1961–1967, 1973–1999 und seit 2002 jeweils alle zwei Jahre, außerdem 1970)
- Geher-Europacup (1996–2000 und seit 2001 jeweils alle zwei Jahre)
- Berglauf World-Trophy (seit 1985, jährlich)
- 100-km-Weltcup (seit 1988, seit 1990 jährlich)

#### Golden bzw. Diamond League
Die IAAF Golden League war eine von 1998 bis 2009 ausgetragene Serie aus sechs prestigeträchtigen Leichtathletik-Meetings. Gewann ein Athlet bei allen sechs Meetings den Wettkampf in seiner Disziplin, so wurde er am Jackpot von einer Million US-Dollar in Gold beteiligt.
Im Jahr 2010 wurde die Golden League durch die Diamond League ersetzt, einer Serie von 14 Meetings. In jeder der 32 Disziplinen gibt es einen vierkarätigen Diamanten im Wert von etwa 80.000 US-Dollar zu gewinnen.

## Weltrekorde
Der Leichtathletikweltverband World Athletics führt 186 Weltrekorde, die sich wie folgt verteilen:
- Olympische Disziplinen
23 Männerweltrekorde
23 Frauenweltrekorde
- Nichtolympische Disziplinen
24 Männerweltrekorde
21 Frauenweltrekorde
- Junioren
26 Männerweltrekorde
26 Frauenweltrekorde
- Hallenweltrekorde
22 Männerweltrekorde
22 Frauenweltrekorde

Für eine Liste der aktuellen Weltrekorde siehe Leichtathletik-Weltrekorde.

## Doping
Doping ist ein Thema vor allem in Kraft- und Ausdauersportarten. Je mehr Technik und Konzentration Teil des Erfolges sind, umso weniger kann der Erfolg durch leistungssteigernde Mittel beeinflusst werden. In der Leichtathletik sind daher vor allem Kugelstoßen und die Laufdisziplinen anfällig für Doping.
Im Spitzensport in der Leichtathletik werden immer wieder auch Weltmeister und Goldmedaillengewinner des Dopings überführt, beispielsweise Ben Johnson oder Torri Edwards. In den Zeiten des Kalten Krieges wurde in Ost und West systematisch gedopt, insbesondere auch im DDR-Leistungssport, wo den Sportlern teilweise ohne ihr eigenes Wissen staatlich organisiert Dopingmittel verabreicht wurden. Hiervon war auch die Leichtathletik betroffen. Eine traurige Folge der Dopingpraxis in der Bundesrepublik Deutschland war 1987 der Todesfall der bundesdeutschen Siebenkämpferin Birgit Dressel.
In den USA wurde 2003 bekannt, dass dort die Bay Area Laboratory Co-Operative (BALCO) intensiv mit Dopingmitteln handelte und Trainer und Athleten belieferte. Im Verlauf der sogenannten BALCO-Affäre wurde u. a. Marion Jones, Gewinnerin von fünf Medaillen bei den Olympischen Spielen 2000 in Sydney (die ihr nachträglich aberkannt wurden), schwer belastet.
Im November 2015 wurde bekannt, dass der ehemalige IAAF-Präsident Diack und sein Anwalt in Paris angeklagt werden. Sie sollen ein System der Erpressung installiert haben, in dem sie positive Dopingbefunde gegen Bezahlung verschwinden ließen. Im selben Monat wurde die gesamtrussische Leichtathletik-Föderation (ARAF) vom IAAF-Council vorläufig suspendiert. Damit darf der Verband bis auf weiteres keine Sportler zu internationalen Wettkämpfen entsenden und es droht ein Ausschluss russischer Leichtathleten von den Olympischen Spielen 2016 in Rio de Janeiro.

## Erfolgreichste Leichtathleten bei Olympischen Spielen
Alle Leichtathleten mit vier und mehr Goldmedaillen bei Olympischen Spielen (einschließlich der Olympischen Zwischenspiele 1906). Siehe auch Liste aller Leichtathletikolympiasieger mit zwei und mehr Goldmedaillen
1. Ray Ewry: zehnmal Gold; Standweitsprung, Standhochsprung, Dreisprung; 1900 bis 1908 (einschließlich 1906)
2. Paavo Nurmi: neunmal Gold, dreimal Silber; Mittelstreckenlauf, Langstreckenlauf, Geländelauf; 1920 bis 1928
3. Carl Lewis: neunmal Gold, einmal Silber; Weitsprung, Sprint; 1984 bis 1996
4. Usain Bolt: achtmal Gold; Sprint; 2008, 2012 und 2016
5. Martin Sheridan: fünfmal Gold, dreimal Silber, einmal Bronze; Kugelstoßen, Diskuswurf, Steinwurf, Standweitsprung, Standhochsprung; 1904 bis 1908 (einschließlich 1906)
6. Ville Ritola: fünfmal Gold, dreimal Silber; Langstreckenlauf, Hindernislauf, Crosslauf; 1924 und 1928
7. Michael Johnson: fünfmal Gold; Sprint; 1996 und 2000
8. Eric Lemming: viermal Gold, dreimal Bronze; Speerwurf, Mehrkampf; 1900 bis 1912 (einschließlich 1906)
9. James Lightbody: viermal Gold, einmal Silber, zweimal Bronze; Sprint, Mittelstreckenlauf, Hindernislauf; 1904 bis 1908 (einschließlich 1906)
10. Evelyn Ashford: viermal Gold, einmal Silber; Sprint; 1984 bis 1992
11. Hannes Kolehmainen: viermal Gold, einmal Silber; Langstreckenlauf, Crosslauf; 1912 und 1920
12. Meyer Prinstein: viermal Gold, einmal Silber; Weitsprung, Dreisprung, Sprint; 1900 bis 1906
13. Melvin Sheppard: viermal Gold, einmal Silber; Sprint, Mittelstreckenlauf; 1908 bis 1912
14. Emil Zátopek: viermal Gold, einmal Silber; Langstreckenlauf, Marathon; 1948 und 1952
15. Fanny Blankers-Koen: viermal Gold; Sprint, Hürdenlauf; 1948
16. Betty Cuthbert: viermal Gold; Sprint; 1956 und 1960
17. Robert Korzeniowski: viermal Gold; Gehen; 1996 bis 2004
18. Alvin Kraenzlein: viermal Gold; Sprint, Hürdenlauf, Weitsprung; 1900
19. Al Oerter: viermal Gold; Diskus; 1956 bis 1968
20. Jesse Owens: viermal Gold; Sprint, Weitsprung; 1936
21. Lasse Virén: viermal Gold; Langstreckenlauf; 1972 und 1976
22. Bärbel Wöckel: viermal Gold; Sprint; 1976 und 1980

## Organisation
Leichtathletik treibende Vereine in Deutschland gehören dem 1949 gegründeten Deutschen Leichtathletik-Verband (DLV) an. Seine Vorgängerorganisation, die Deutsche Sportbehörde für Athletik (DSBfA), wurde am 29. Januar 1898 in Berlin gegründet. Die entsprechenden Verbände in Österreich und in der Schweiz sind der Österreichische Leichtathletik-Verband und der Schweizerische Leichtathletik-Verband Swiss Athletics. Internationaler Dachverband ist World Athletics (bis 2019: IAAF), die 1912 gegründet wurde und der derzeit 210 nationale Verbände als Mitglieder angehören. Europäischer Dachverband ist die European Athletic Association (EAA).

### Allgemein
- Deutscher Leichtathletik-Verband
- World Athletics
- European Athletics
- LADV – Leichtathletik Datenverarbeitung mit Ausschreibungen und Ergebnissen
- Leichtathletiknachrichten der BBC (englisch)

### Statistiken
- Deutsche Rekorde
- Österreichische Rekorde
- Schweizer Rekorde
- Liechtensteiner Rekorde
- Leichtathletik Bestenlisten der Masters (englisch)
- Ewige Bestenliste (bis Platz 100) (englisch)
- Aktuelle Ergebnisse internationaler Sportfeste auf BBC (englisch)

### Termine
- Kalender der internationalen Leichtathletik-Sportfeste auf BBC (englisch)

### Lesestoff
- Sport und Spiele – Von Olympia nach Athen

### Wettkampfregeln
- Regelwerk der Leichtathletik u. a. mit den Internationalen Wettkampfregeln (IWR)
- DLV-Satzung und -Ordnung